# Irakisches Nationalmuseum
Das Irakische Nationalmuseum (arabisch المتحف العراقي, DMG al-matḥaf al-ʿirāqī) ist ein Museum in Bagdad. Es beherbergt Fundstücke der Kultur Mesopotamiens. 

## Geschichte
Gegründet wurde das Museum von der britischen Forschungsreisenden Gertrude Bell. Im Jahr 1926 wurde es als Archäologisches Museum Bagdad eröffnet. Einer seiner frühen Direktoren war der österreichische Archäologe Wilhelm König.
Das Museum zog 1966 in ein größeres Gebäude um und wurde in Irakisches Nationalmuseum umbenannt. Nach dem Zweiten Golfkrieg blieb das Museum bis 2000 geschlossen. Während und nach des Irakkriegs (2003) wurde das Museum geplündert und der ehemalige Generaldirektor Donny George Youkhanna floh 2006 in die Vereinigten Staaten.
Am 23. Februar 2009 öffnete der damalige irakische Premierminister Nuri al-Maliki das Museum für einen Tag. Das Museum wurde mit internationaler Unterstützung erneuert und erweitert. Im Februar 2015 wurde das Museum offiziell wiedereröffnet.

## Sammlungen
Wegen der archäologischen Reichtümer Mesopotamiens zählen die Sammlungen des Museums zu den wichtigsten weltweit; es umfasst wichtige Kunstgegenstände aus der mehr als 5000-jährigen Geschichte Mesopotamiens in 28 Galerien und Gewölben. Der Umfang beträgt mehr als eine halbe Million Einzelstücke. Der 1989 entdeckte Goldschatz von Nimrud wird nur als Fotoausstellung gezeigt; die mehr als 1400 Schmuckstücke lagern in der irakischen Staatsbank. Dazu zählt die Bassetki-Statue.
Während der Besetzung des Irak entspann sich eine publizistische Kontroverse über den Umfang von Plünderungen; der britische Journalist David Aaronovitch fasste im Juni 2003 zusammen:
„There was some looting and damage to a small number of galleries and storerooms, and that is grievous enough. But over the past six weeks it has gradually become clear that most of the objects which had been on display in the museum galleries were removed before the war.“
(„Es wurden einige wenige Galerien und Lagerräume geplündert und beschädigt, was schwerwiegend genug ist. In den vergangenen sechs Wochen ist jedoch nach und nach herausgekommen, dass die meisten Objekte, die in den Galerien des Museums gezeigt wurden, bereits vor dem Krieg entfernt worden waren.“)
In einer Reportage für Die Zeit erwähnt Reiner Luyken neben dieser Vorsichtsmaßnahme allerdings auch den Verdacht, dass Museumsangestellte professionellen Dieben Zugang zu einem unterirdischen Tresor verschafft haben sollen, aus dem „5000 Amulette, Anhängsel und Schmuckstücke, dazu fast ebenso viele sumerische Rollsiegel“ gestohlen wurden. Der Verbleib dieser Beute sei weitgehend ungeklärt, während die von Gelegenheitsdieben entwendeten Kunstwerke fast alle konfisziert oder freiwillig zurückgegeben worden seien. Neben diesen Plünderungen gab es auch Zerstörungen: In den Museumssälen hätten die „ausschließlich einheimischen Randalierer“, so Luyken, „28 der 451 Schaukästen beschädigt“; Schwerpunkt sei jedoch die Verwüstung von Büroeinrichtungen gewesen, als „Racheorgie“ gegen das Regime.

## Dokumentarfilme
- Das Irakische Nationalmuseum (= Geraubte Geschichte. Staffel 1, Folge 1). 45 Min. Drehbuch: Andrew Anastasios, Meaghan Wilson-Anastasios. Australien/Vereinigtes Königreich 2022.[5][6]